# Elitsa Vasileva
Elitsa Vasileva est une joueuse bulgare de volley-ball née le 13 mai 1990 à Doupnitsa. Elle mesure 1,94 m et joue au poste de réceptionneuse-attaquante. 

## Biographie
Le 21 décembre 2013, Elle a battu le record du monde de points marqués en une rencontre par une joueuse avec 57 unités.

## Clubs
| Club                      | De        | À         |
| ------------------------- | --------- | --------- |
| CSKA Sofia                | 2005-2006 | 2006-2007 |
| Esperia Cremona Pallavolo | 2007-2008 | 2008-2009 |
| Sirio Perugia             | 2009-2010 | 2009-2010 |
| Volley Bergamo            | 2010-2011 | 2011-2012 |
| Campinas Voleibol Clube   | 2012-2013 | 2012-2013 |
| Pink Spiders              | 2013-2014 | 2013-2014 |
| Vakıfbank İstanbul        | 2014-2015 | 2014-2015 |
| Dinamo Kazan              | 2015-2016 | 2017-2018 |
| Pallavolo Scandicci       | 2018-2019 | 2018-2019 |
| AGIL Volley               | 2019-2020 | 2019-2020 |
| VBC Casalmaggiore         | 2020-2021 | …         |

## Palmarès

### Équipe nationale
- Ligue européenne
  - Finaliste : 2010, 2012.

### Clubs
- Coupe de la CEV
  - Vainqueur : 2017.
- Championnat de Bulgarie
  - Vainqueur : 2007.
- Championnat d'Italie
  - Vainqueur : 2011.
- Supercoupe d'Italie
  - Vainqueur : 2011.
  - Finaliste: 2019.
- Championnat de Turquie
  - Finaliste : 2015.
- Coupe de Turquie
  - Finaliste: 2015.
- Supercoupe de Turquie
  - Vainqueur: 2014.
- Championnat de Russie
  - Finaliste : 2017, 2018.
- Coupe de Russie
  - Vainqueur : 2016, 2017.
  - Finaliste : 2015.
- Supercoupe de Russie
  - Finaliste : 2017.

### Distinctions individuelles
- Ligue européenne de volley-ball féminin 2012: Meilleure marqueuse et meilleure attaquante.